# Operação Vístula

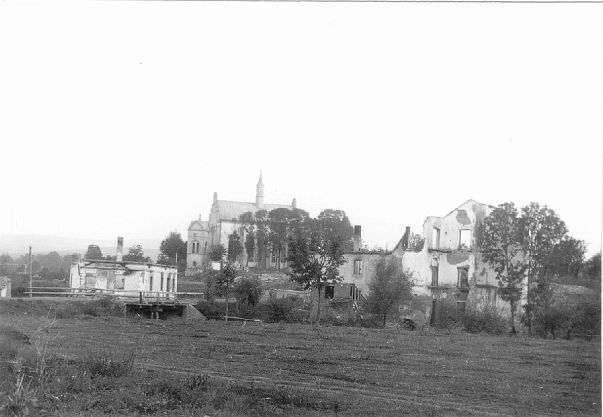
A cidade polonesa de Bukowsko incendiada pela UPA em 1946

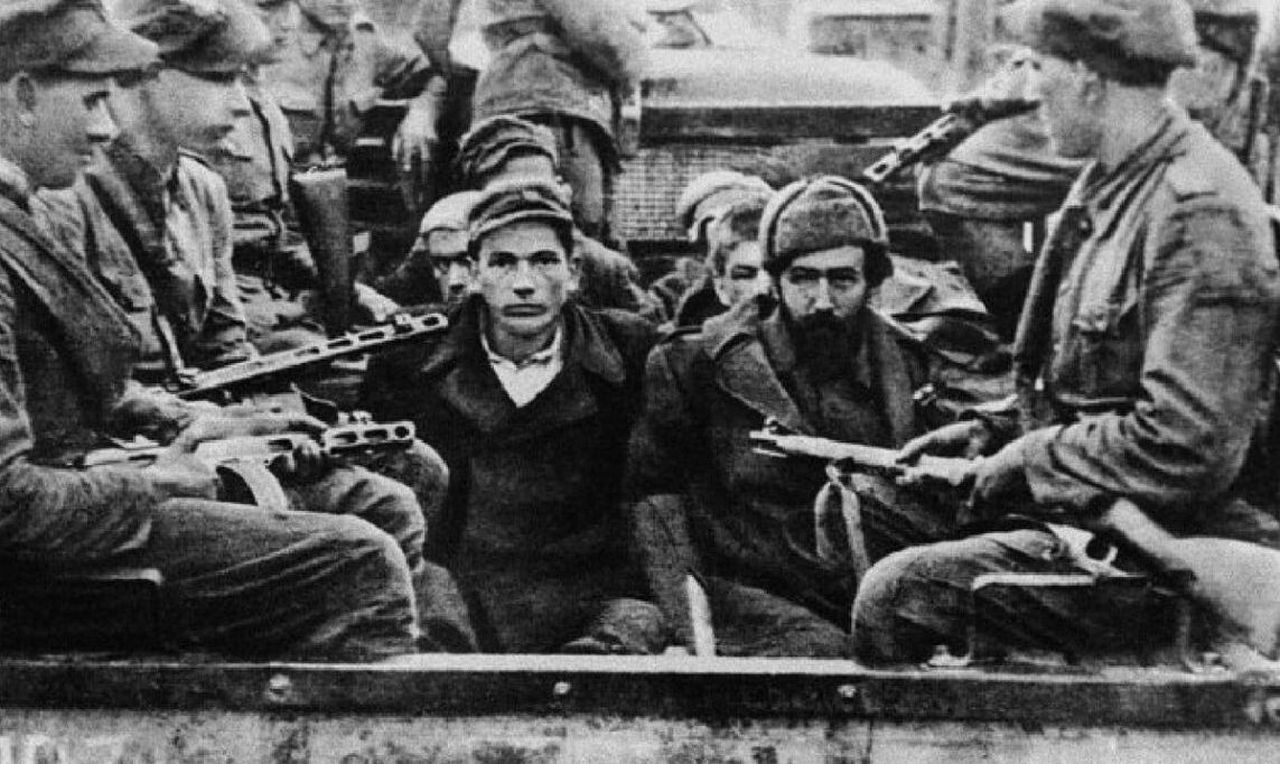
Membros da UPA capturados por soldados do exército polonês

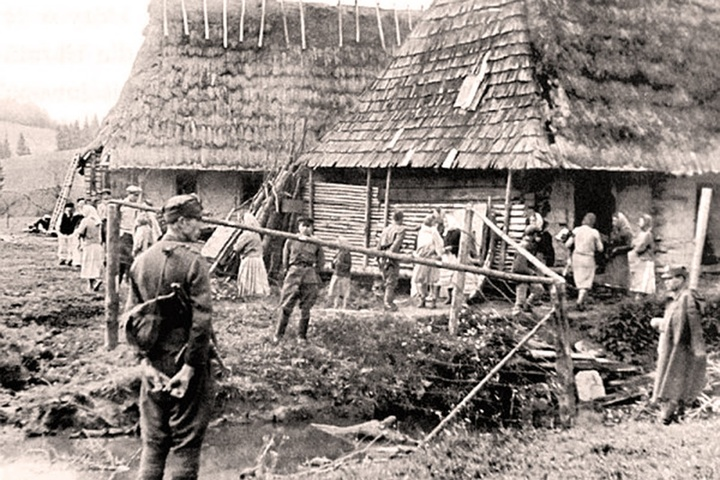
Reassentamento de ucranianos em 1947

Operação Vístula, também conhecida como Operação Wisła (em polonês/polaco:  Akcja "Wisła"; em ucraniano:  Операція «Вісла»), foi o nome secreto dado em 1947 à operação de deportação de populações de ucranianos e lemkos do sudoeste da Polónia, levado a cabo pelas autoridades comunistas polacas com a ajuda da União Soviética e da Checoslováquia comunista. O objetivo declarado da operação era a supressão do Exército Revoltoso Ucraniano (UPA), ao qual se atribuiu o terror e o assassinato de polacos nos territórios sul-orientais desde 1944. Mais de 200 000 pessoas, a maioria de etnia ucraniana, residentes no sudeste da Polónia foram forçadas a estabelecer-se nos Territórios Recuperados no norte e oeste do país. A operação recebeu o nome do rio Vístula, Wisła em polaco.
Após a queda do comunismo, a operação foi condenada por políticos e historiadores polacos e ucranianos. Tem sido descrita como uma limpeza étnica dos polacos tanto em fontes ocidentais como ucranianas.